# ترمیلی
ترمیلی (به فرانسوی: Trémilly) یک کامین در فرانسه است که در اوت-مارن واقع شده‌است.

## خصوصیات
ترمیلی ۱۰٫۷۲ کیلومترمربع مساحت و ۹۱ نفر جمعیت دارد.